# 7244 Villa-Lobos
7244 Villa-Lobos eller 1991 PQ1 är en asteroid i huvudbältet som upptäcktes den 5 augusti 1991 av den belgiske astronomen Eric W. Elst vid La Silla-observatoriet. Den är uppkallad efter den brasilianske kompositören Heitor Villa-Lobos.
Asteroiden har en diameter på ungefär 7 kilometer och den tillhör asteroidgruppen Koronis.